# Mezza maglietta

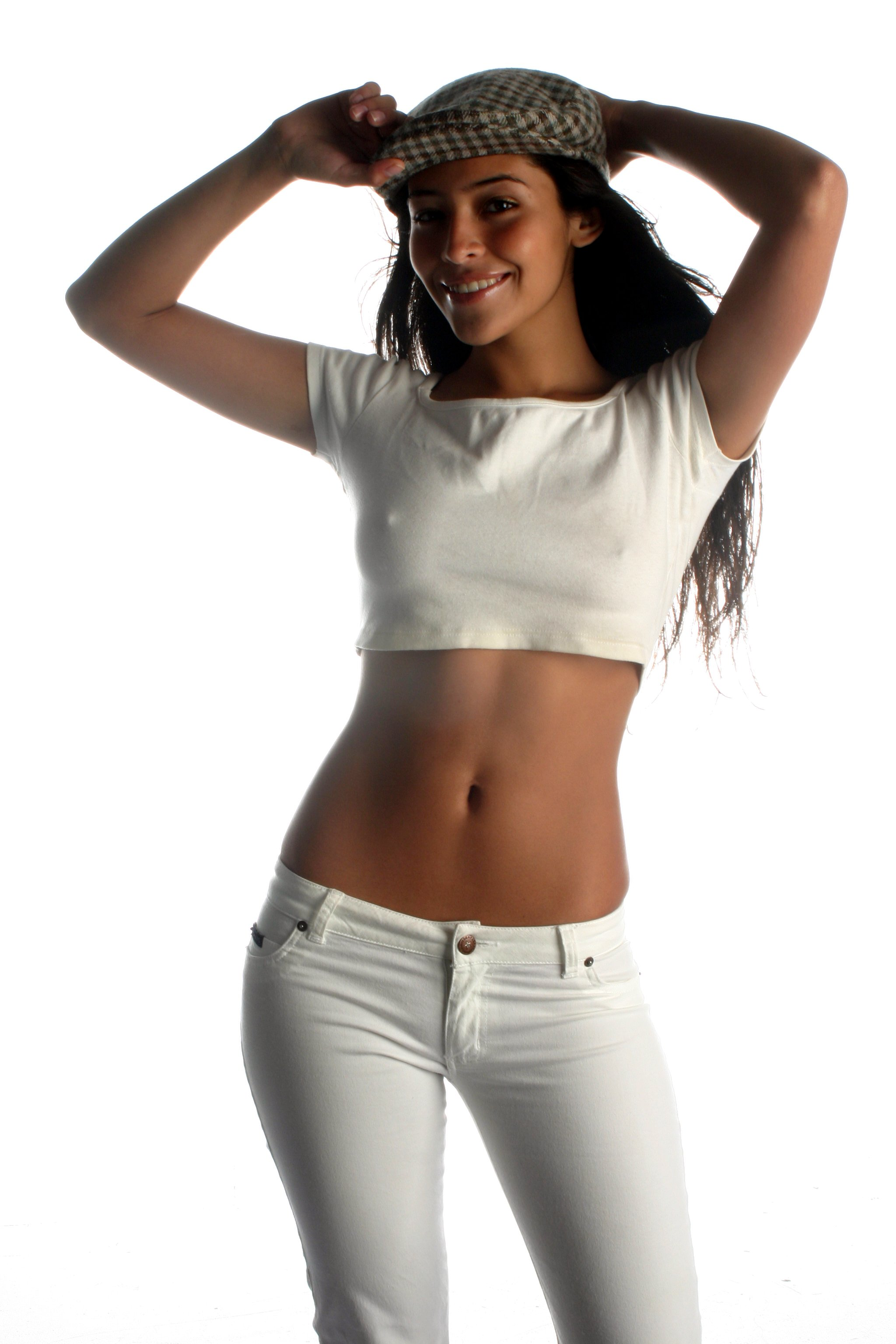
Una ragazza in mezza maglietta bianca

La mezza maglietta è un indumento femminile che lascia la pancia scoperta. È altrimenti nota con la locuzione inglese crop top o top crop (propriamente "rimuovi-copertura"), o semplicemente top (sebbene questo possa indicare un generico capo femminile molto scollato e con delle spalline).

## Storia
Nati nel corso degli anni settanta e anni ottanta come abbigliamento sportivo (specificamente nell'ambito del football americano) sia maschile che femminile, l'indumento aveva lo scopo di permettere a chi li indossava di praticare sport mantenendo aerato quanto più possibile il corpo, laddove impossibile o inadeguato praticarlo a torso nudo. La ditta di abbigliamento sportivo New Balance fu una delle prime a produrre questo tipo di indumenti.
Data la sua natura di indumento marcatamente sexy, in brevissimo tempo la mezza maglietta divenne un indumento decisamente popolare anche al di fuori dell'ambito sportivo, al punto che in alcune scuole e luoghi pubblici negli Stati Uniti fu proibito l'utilizzo della mezza maglietta sia per gli uomini che per le donne. Anche per tale ragione dalla fine degli anni ottanta e per quasi tutti gli anni novanta tale capo d'abbigliamento sparì quasi completamente.
Con l'avvento degli anni duemila, la moda della mezza maglietta torna prepotentemente alla ribalta, principalmente come capo d'abbigliamento femminile, per esempio come abbigliamento sportivo (specificamente nell'ambito dell'atletica leggera) solo femminile, in versioni molto più corte rispetto a prima, e spesso abbinati ai pantaloni o soprattutto jeans a vita bassa. Molte celebri cantanti internazionali pop hanno contribuito al definitivo rilancio del top, come Madonna, Anastacia, Janet Jackson, Beyoncé Knowles ex cantante delle Destiny's Child, Jennifer Lopez, Rihanna, Shania Twain, Gwen Stefani ex cantante dei No Doubt, Britney Spears, Shakira, Christina Aguilera, Kylie Minogue, Mariah Carey, Avril Lavigne, Nelly Furtado, Nicole Scherzinger cantante delle Pussycat Dolls, Joss Stone, Melanie Chisholm ex cantante delle Spice Girls, Lola Ponce, ma anche famose cantanti italiane pop come Alexia, Paola & Chiara ed Anna Tatangelo facendo perdere completamente l'iniziale scopo sportivo dell'indumento, e consacrandolo ad importante elemento di sex appeal. 
La mezza maglietta è tuttora una moda femminile dovuta soprattutto alle alte temperature, alla moda del momento, alla sensualità e alla femminilità. Non senza controversie, a volte tale abito è giudicato pericoloso per la salute o volgare, se non rischioso per la sicurezza.